# Бланкиншип, Халид Яхья
Халид Яхья Бланкиншип (англ. Khalid Yahya Blankinship; род. 1949, Сиэтл, Вашингтон) — американский историк, востоковед-арабист, исламовед. Один из авторов «Энциклопедии ислама» и «Энциклопедии Корана»

## Биография
Родился в 1949 году в Сиэтле, Вашингтон. Получил степень бакалавра гуманитарных наук в 1973 году, окончив Вашингтонский университет. В те же годы принял ислам. Два года спустя получил степень магистра гуманитарных наук по английскому и иностранному языку в Американском университете в Каире, а в 1985 году получил ту же степень по истории ислама. Занимает должность профессора в университете Темпл.
Жил в Мекке, Саудовская Аравия, и в Египте. Совершил хадж. Работал на Public Broadcasting Service, выступая в качестве научного консультанта документального фильма «Мухаммед: наследие пророка». Автор перевода, редактирования и комментариев в двух томах «Истории пророков и царей» Ибн Джарира ат-Табари и книг по истории халифата, в частности крупной по правлению Хишама ибн Абдул-Малика и «крушению государства „священной войны“».

## Работы
- The History of al-Ṭabarī, Volume XI: The Challenge to the Empires / Blankinship, Khalid Yahya. — Albany, New York : State University of New York Press, 1993. — ISBN 978-0-7914-0851-3.
- The History of al-Ṭabarī, Volume XXV: The End of Expansion: The Caliphate of Hishām, A.D. 724–738/A.H. 105–120 / Blankinship, Khalid Yahya. — Albany, New York : State University of New York Press, 1989. — ISBN 978-0-88706-569-9.
- The End of the Jihâd State: The Reign of Hishām ibn ʻAbd al-Malik and the Collapse of the Umayyads. — Albany, New York: State University of New York Press, 1994. — 410 p. — (SUNY Series of Medieval Middle East History). — ISBN 978-0-7914-1827-7.
- The Inimitable Qurʾān Some Problems in English Translations of the Qurʾān with Reference to Rhetorical Features. — Leiden: Koninklijke Brill, 2019. — 182 p. — (Texts and Studies on the Qurʾān, vol. 15). — ISBN 978-90-04-41252-1. — ISBN 978-90-04-41744-1.
- Murshid al-Qârî' : A Reader’s Guide To Classical Muslim Religious Literature In English. — Berkeley, CA: Lamppost Educational Initiative, 2021. — ISBN 978-0-9769708-3-5.